# Leptosynapta inhaerens
Leptosynapta inhaerens (klevende zeekomkommer) is een zeekomkommer uit de familie Synaptidae. De wetenschappelijke naam van de soort werd in 1776 gepubliceerd door Otto Friedrich Müller.

## Beschrijving
Deze wormachtige zeekomkommer is roze, met een slank en zacht lichaam met twaalf geveerde tentakels bij de mond en geen buisvoeten. Hij kan 10 tot 30 cm lang worden. Zijn lichaam is kleverig, vandaar de soortnaam inhaerens. Wat betreft voeding is deze soort psammivoor, wat betekent dat hij organisch materiaal uit het zand verteert.

## Verspreiding en leefgebied
Leptosynapta inhaerens is wijdverbreid in het noordoostelijke deel van de Atlantische Oceaan en in de Noordzee vanaf de kust van Noorwegen, langs alle westkusten van de Britse Eilanden tot aan de Bretonse kust. Deze soort leeft begraven in holen die in zand of modder gemaakt worden op de lagere kustlijn tot ongeveer 50 meter diepte en na een enkele ontdekking in de Golf van Biskaje, ook op een diepte van 173 meter.